# Stenostygia nigritula
Stenostygia nigritula là một loài bướm đêm trong họ Noctuidae.